# Associação Nacional de Pesquisa e Ensino em Transportes
ANPET (Associação Nacional de Pesquisa e Ensino em Transportes) é uma associação sem fins lucrativos, fundada em 1986, que congrega profissionais que atuam no setor de ensino e pesquisa sobre transportes no Brasil.
Fazem parte do Conselho Deliberativo da ANPET as seguintes instituições: CEFET-MG , COPPE/UFRJ,  EESC-USP, IME, ITA, EPUSP, PUC-RIO, UFPE, UFC, UFMG, UFPB, UFPR, UFRGS, UFRN, UFSC, UnB, UNICAMP, todas com programas de pós-graduação na área de transportes.

## Objetivos
A organização foi fundada em 1986 e busca promover o intercâmbio de informações e conhecimentos entre pesquisadores, professores, estudantes e técnicos das várias áreas do setor através, principalmente, de congressos anuais (Congresso de Pesquisa e Ensino em Transportes) e da manutenção da Revista Transportes.
Sua missão é servir como meio de representação e integração de pesquisadores, estudantes e profissionais de instituições de ensino e pesquisa, órgãos e empresas, visando à geração e difusão do conhecimento no setor de transportes para aperfeiçoar a produção técnico-científica, qualificar o ensino e a pesquisa, além de contribuir com a formação de recursos humanos e também fomentar a transferência de tecnologia gerada nos centros de pesquisa nacionais e internacionais para o setor produtivo do país.

## Congressos
Desde sua fundação em 1986, já foram realizados trinta e um Congressos:
| Congresso | Ano  | Local                       |
| --------- | ---- | --------------------------- |
| I         | 1987 | Brasília (UNB)              |
| II        | 1988 | São Paulo (IPT)             |
| III       | 1989 | Salvador (UFBA)             |
| IV        | 1990 | Porto Alegre (UFRGS)        |
| V         | 1991 | Belo Horizonte (UFMG)       |
| VI        | 1992 | Rio de Janeiro (COPPE/UFRJ) |
| VII       | 1993 | São Paulo (Poli/USP)        |
| VIII      | 1994 | Recife (MDUDE/UFPE)         |
| IX        | 1995 | São Carlos (EESC/USP)       |
| X         | 1996 | Brasília (UNB)              |
| XI        | 1997 | Rio de Janeiro (PUC)        |
| XII       | 1998 | Fortaleza (UFC)             |
| XIII      | 1999 | São Carlos (EESC/USP)       |
| XIV       | 2000 | Gramado (UFRGS)             |
| XV        | 2001 | Campinas (UNICAMP)          |
| XVI       | 2002 | Natal (UFRN)                |
| XVII      | 2003 | Rio de Janeiro (IME)        |
| XVIII     | 2004 | Florianópolis (UFSC)        |
| XIX       | 2005 | Recife (UFPE)               |
| XX        | 2006 | Brasília (UnB)              |
| XXI       | 2007 | Rio de Janeiro (COPPE/UFRJ) |
| XXII      | 2008 | Fortaleza (UFC)             |
| XXIII     | 2009 | Vitória (UFES)              |
| XXIV      | 2010 | Salvador (UFBA)             |
| XXV       | 2011 | Belo Horizonte (UFMG)       |
| XXVI      | 2012 | JoinVille (UFCS)            |
| XXVII     | 2013 | Belém (UFPA)                |
| XXVIII    | 2014 | Curitiba (FIEP)             |
| XXIX      | 2015 | Ouro Preto (UFOP)           |
| XXX       | 2016 | Rio de Janeiro (FIRJAN)     |
| XXXI      | 2017 | Recife                      |
| XXXII*    | 2018 | Gramado                     |

- Previsto

## Encontros do Fundo Setorial de Pesquisa em Transportes Terrestres e Hidroviários
Desde a XXVII ANPET, são realizados os encontros do Fundo Setorial de Pesquisa em Transportes Terrestres e Hidroviários (FST). A ideia dos encontros é fazer com que a política brasileira de ciência e tecnologia tenha uma gestão compartilhada, priorizando a eficácia e a transparência. Por isso, o FST está sendo administrado pelo Comitê Gestor coordenado pelo MCT, com a participação de agências reguladoras, da comunidade científica e do setor privado. Nesse encontro, pretende-se definir o plano anual de investimentos, traçar novas diretrizes, fiscalizar a aplicação dos recursos, acompanhar e avaliar o desempenho das pesquisas financiadas.